# ويليام كوك (لانكشير كريكت)
ويليام كوك (16 يناير 1881 - 18 ديسمبر 1947) (بالإنجليزية: William Cook)‏ هو لاعب كريكت بريطاني (وحمل سابقاً جنسية المملكة المتحدة لبريطانيا العظمى وأيرلندا).